# Râul Valea Sticlăriei
Râul Valea Sticlăriei este un afluent al râului Valea Poienii.

## Hărți
- Harta Județului Brașov
- Harta Munților Bucegi  Arhivat în 28 mai 2008, la Wayback Machine.
- Harta Munților Postăvaru  Arhivat în 3 august 2008, la Wayback Machine.